# Okręg Le Blanc
Okręg Le Blanc (fr. Arrondissement du Blanc) – okręg w środkowej Francji, w departamencie Indre. Populacja wynosi 32 900.

## Podział administracyjny
W skład okręgu wchodzą następujące kantony:
- Bélâbre,
- Le Blanc,
- Mézières-en-Brenne,
- Saint-Benoît-du-Sault,
- Saint-Gaultier,
- Tournon-Saint-Martin.